# ده روز توبه
ده روز توبه یا یامیم نورائیم (به عبری: עשרת ימי תשובה) به ده روز نخست از ماه عبری تیشری گفته می‌شود. این دوره بیشتر با روش هشانا در آغاز و یوم‌کیپور در پایان مصادف می‌گردد.

## باورها
در باور علمای یهود٬ هر شخص یهودی باید دراین دوره توبه کرده و به سوی خدا بازگردد. درباره توبه و این ده روز در کتاب تورات در سفر لاویان (وییقرا) و نیز در کتاب اشعیای نبی اشاراتی آمده است. در این فرصت هر فرد یهودی باید به تمام کارهایی که در سال گذشته انجام داده است فکر کرده و عهد نماید که دیگر گناه نخواهد کرد.